# Dasyuromyia nigriceps
Dasyuromyia nigriceps là một loài ruồi trong họ Tachinidae.